# Asterinema caseariae
Asterinema caseariae är en svampart som beskrevs av Bat. & Gayão 1953. Asterinema caseariae ingår i släktet Asterinema och familjen Microthyriaceae.   Inga underarter finns listade i Catalogue of Life.